# カシュニの滝

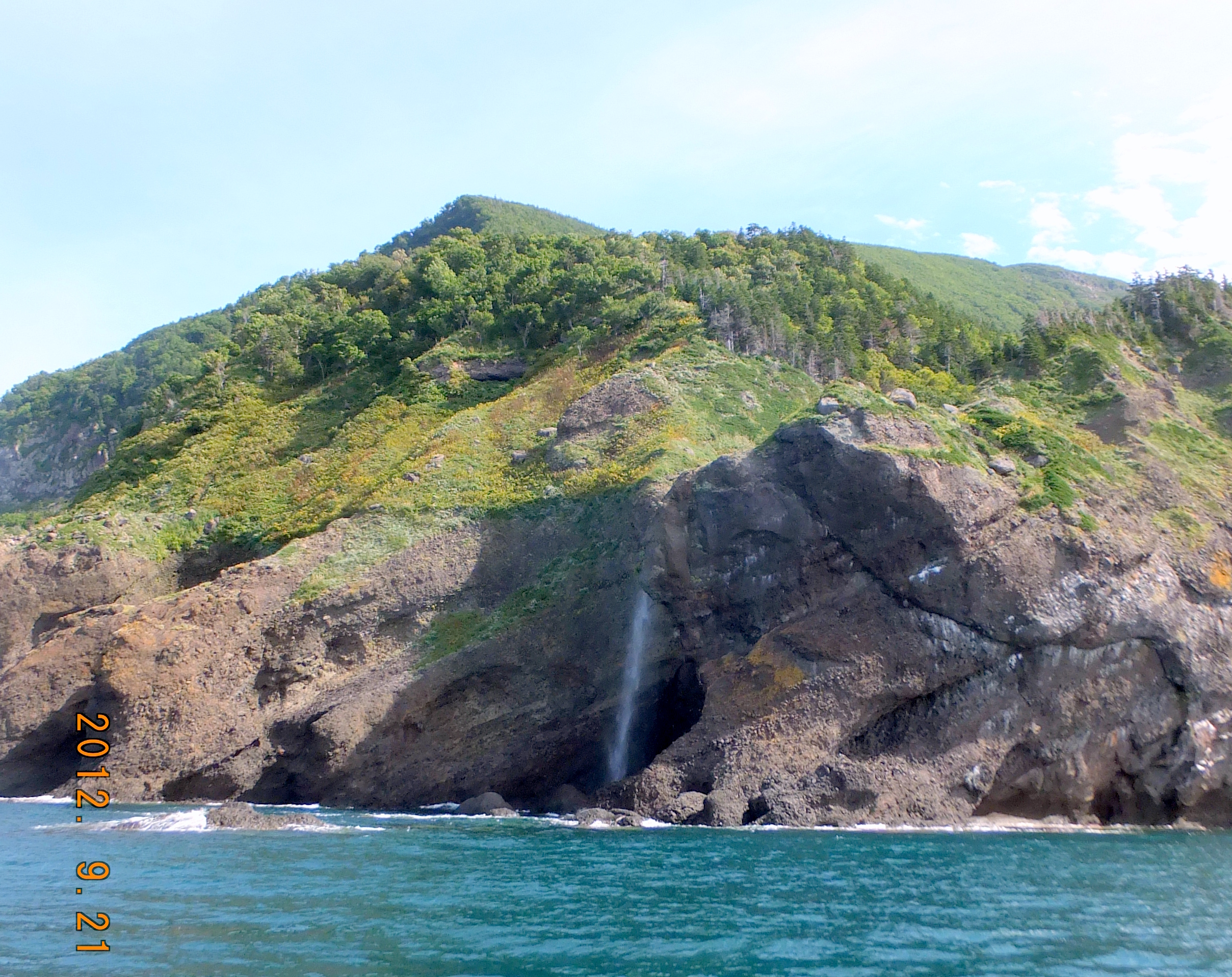
カシュニの滝（2012年9月）

カシュニの滝（カシュニのたき）とは、北海道斜里郡斜里町知床国立公園内にある滝。観光名所として知られる場所である。カシュニはアイヌ語で「仮小屋のあるところ」・「狩小屋のあるところ」の意味。

## 概要
陸路ではアクセス困難な所に在るため、遊覧船などで見物するのが一般的である。
2022年4月23日には当滝周辺の知床半島沖合で知床遊覧船沈没事故が発生した。